# Vela Luka

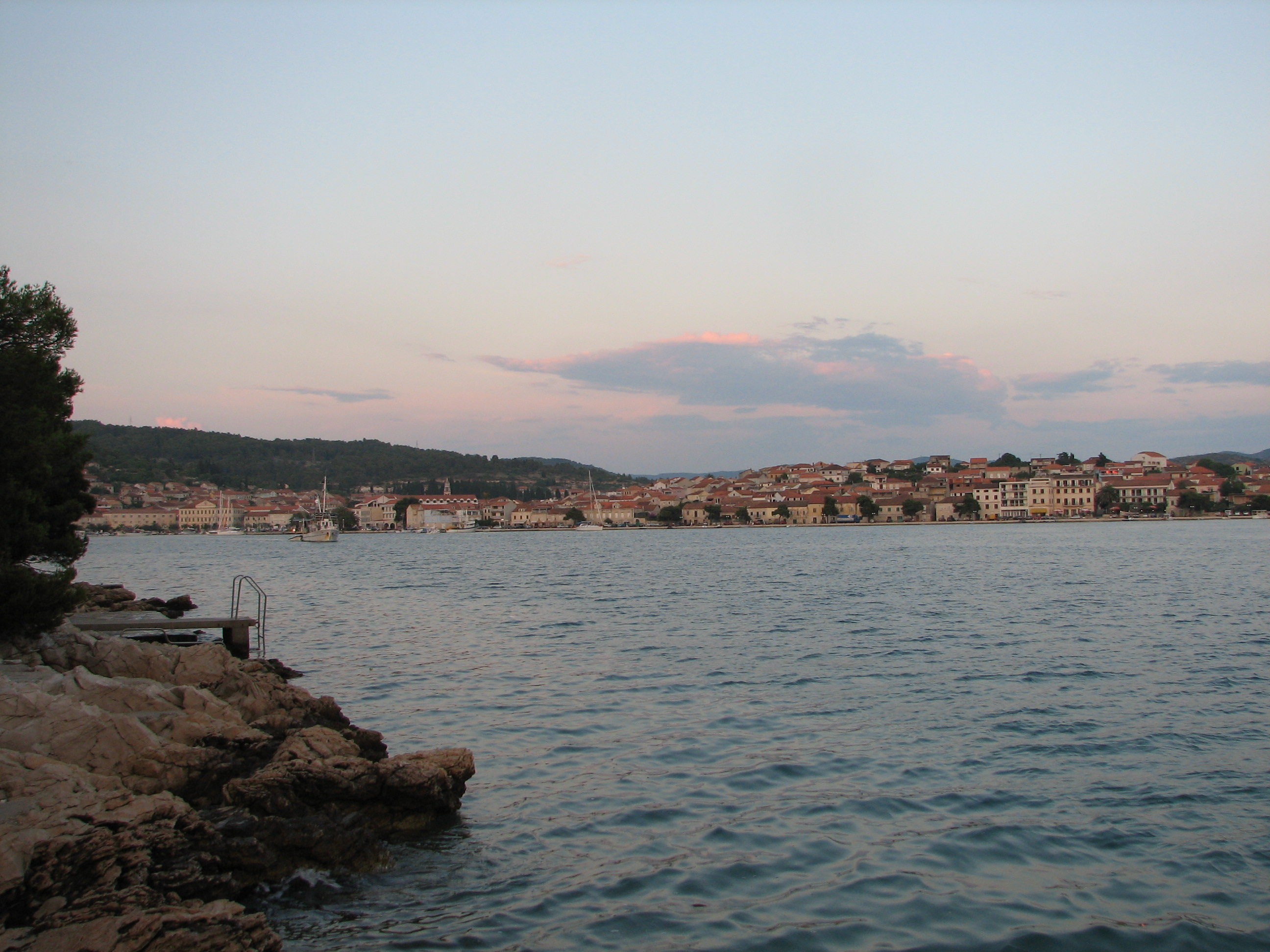
Widok wyjścia z zatoki Vela Luka.

Vela Luka – miejscowość i gmina w Chorwacji, w żupanii dubrownicko-neretwiańskiej. Położona jest nad zatoką o tej samej nazwie, na zachodnim krańcu wyspy Korčula. W 2011 roku liczyła 4137 mieszkańców.

## Gospodarka
Vela Luka czerpie dochody przede wszystkim z turystyki. Na terenie miasta istnieją liczne hotele, pensjonaty i apartamenty do wynajęcia. Infrastruktura turystyczna obejmuje także marinę. Przystań pasażerska umożliwia połączenia promowe m.in. z Splitem a także wyspami Hvar i Mljet.

## Historia
Znaleziono tu stare ślady kopalne na stanowisku Vela spilja. Pochodzą ze średniego neolitu. W jaskini tej znaleziono ślady ciągłej obecności ludzi poprzez kolejne epoki, aż do okresu kolonizacji greckiej.